# Прушкі-Великі
Прушкі-Великі (пол. Pruszki Wielkie) — село в Польщі, у гміні Рутки Замбровського повіту Підляського воєводства.
Населення — 152 особи (2011).
У 1975-1998 роках село належало до Ломжинського воєводства.

## Демографія
Демографічна структура станом на 31 березня 2011 року:
|          | Загалом | Допрацездатний вік | Працездатний вік | Постпрацездатний вік |
| -------- | ------- | ------------------ | ---------------- | -------------------- |
| Чоловіки | 85      | 26                 | 44               | 15                   |
| Жінки    | 67      | 16                 | 35               | 16                   |
| Разом    | 152     | 42                 | 79               | 31                   |